# Matthew Morrison
Matthew James Morrison (Fort Ord, 30 oktober 1978), is een Amerikaans acteur en zanger, vooral bekend door zijn rol van Will Schuester in de serie Glee.
Matthew begon zijn carrière in 1999 op Broadway met een aantal kleine rolletjes in onder andere de musical Footloose en The Rocky Horror Picture Show. Zijn grote doorbraak kwam er pas toen hij een rol kreeg in de musical Hairspray. Hij speelde ook enkele kleinere rolletjes in de series Ghost Whisperer, Numb3rs en CSI: Miami. Door de jaren heen speelde hij nog in enkele musicals op en naast Broadway en in de soap As The World Turns, tot hij eind 2008 een rol kreeg aangeboden in de serie Glee. Die reeks werd een succes en betekende ook zijn doorbraak bij het grote publiek. Voor die rol werd hij ook al enkele keren voor een prijs genomineerd en won hij deze ook voor de Screen Actors Guild Awards en de Satellite Awards.
Ondertussen heeft Matthew ook een contract getekend bij Mercury Records en brengt in februari 2011 zijn eerste cd uit. Hij maakt ook deel uit van de Glee Cast.

## Persoonlijk
Morrison verloofde zich in 2006 met actrice Chrishell Stause. Hun relatie eindigde in 2007, een jaar na hun verloving. Hij trouwde op 18 oktober 2014 met Renee Puente.

## Filmografie
- Bibliothèque nationale de France: cb16533926c (data)
- Gemeinsame Normdatei: 143290770
- International Standard Name Identifier: 0000 0001 1475 0070
- Library of Congress Control Number: no2005070419
- MusicBrainz: 5b758e33-eb65-4ce4-8892-c6c18fd0df56
- Nederlandse Thesaurus van Auteursnamen: 329915223
- Système universitaire de documentation: 176005234
- Virtual International Authority File: 73589946
- WorldCat: E39PBJv8G6PgQDMcvkD4q3Mtrq